# Famille de Vufflens
La famille de Vufflens est une famille noble vaudoise ayant vécu aux XIIe et XIIIe siècles.

## Origines
La famille tient son nom du château de Vufflens, attesté depuis 1108. Le premier membre cité de la famille est Landri de Vufflens.
Selon Castelnuovo, les Vufflens sont parmi les familles dont « [la] faiblesse politique les contraint relativement tôt à s'unir par des liens vassaliques à des pouvoirs dont le rayon d'action est plus vaste » mais qui acquièrent une influence majeure au XIIIe siècle, « grâce aux carrières administratives de nombre de ses membres [et à] l'affaiblissement progressif de la haute aristocratie locale ». 

## Possessions
La seigneurie de Vufflens était à l'origine un franc-alleu.
La famille a possédé Apples.

## Filiation
- Landri de Vufflens, premier de la lignée[2].
- Aymon Raymond de Vufflens, avoué du prieuré de Romainmôtier[2].
- Guillaume Raymond de Vufflens[2].

## Armoiries
Les armes de la famille se blasonnent ainsi : « palé d'or et d'azur de six pièces, à la fasce d'or.,